# Paulet Island
Paulet Island – niewielka wyspa wulkaniczna w północno-zachodniej części Morza Weddella w pobliżu krańca Półwyspu Antarktycznego.

## Geografia
Paulet Island leży w północno-zachodniej części Morza Weddella przy krańcu Półwyspu Antarktycznego – na wschód od przylądka Trinity Peninsula w Erebus and Terror Gulf. Wyspa położona jest ok. 5 km na południowy wschód od Dundee Island.
Jest niewielką wyspą pochodzenia wulkanicznego o skalistych brzegach – ma ok. 1,6 km średnicy. Stożek wulkaniczny wznosi się na wysokość 353 m . Morfologia wulkanu świadczy o prawdopodobnej aktywności na przestrzeni ostatniego 1000 lat . Ciepło geotermalne sprawia, że przez większość roku wyspa nie jest pokryta lodem .        
Na wyspie znajduje się jezioro o długości 500 m. 

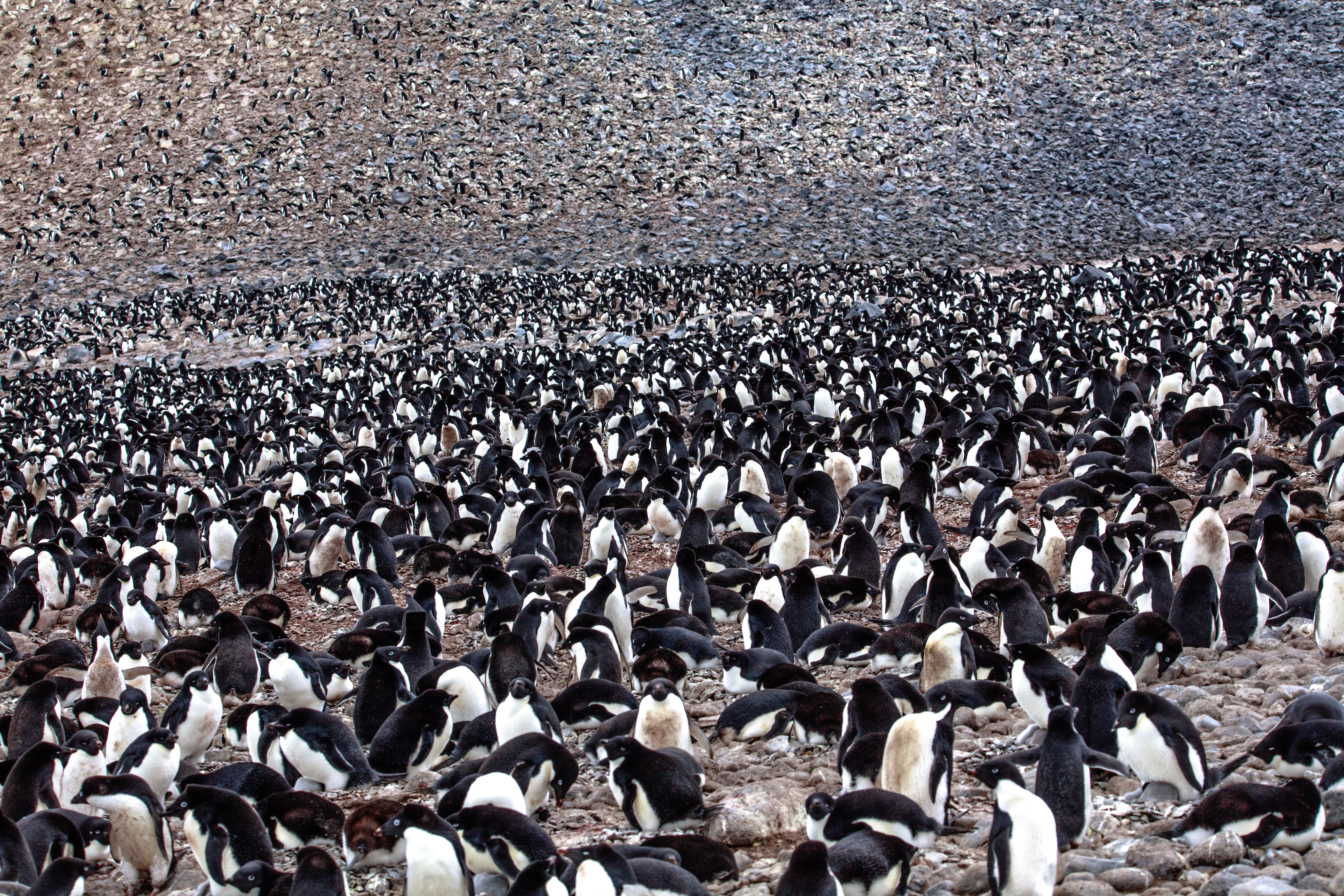
Kolonia pingwinów cesarskich na Paulet Island, 2015

Paulet Island jest ostoją ptaków IBA z uwagi na zamieszkujące tu kolonie pingwinów cesarskich i kormoranów niebieskookich oraz licznie występujące ptaki morskie. W 1999 roku odnotowano tu ok. 100 tys. par pingwinów cesarskich, a w 2012 roku 548 par kormoranów niebieskookich. Ponadto na wyspie gniazdują mewy południowe. Wielokrotnie obserwowano tu też pochwodzioby żółtodziobe i oceanniki żółtopłetwe, które również mogą tu gniazdować. 
Na brzegach Paulet Island regularnie pojawiają się weddelki arktyczne i kotiki antarktyczne. W wodach wyspy często obserwowano amfitryty lamparcie.

## Historia

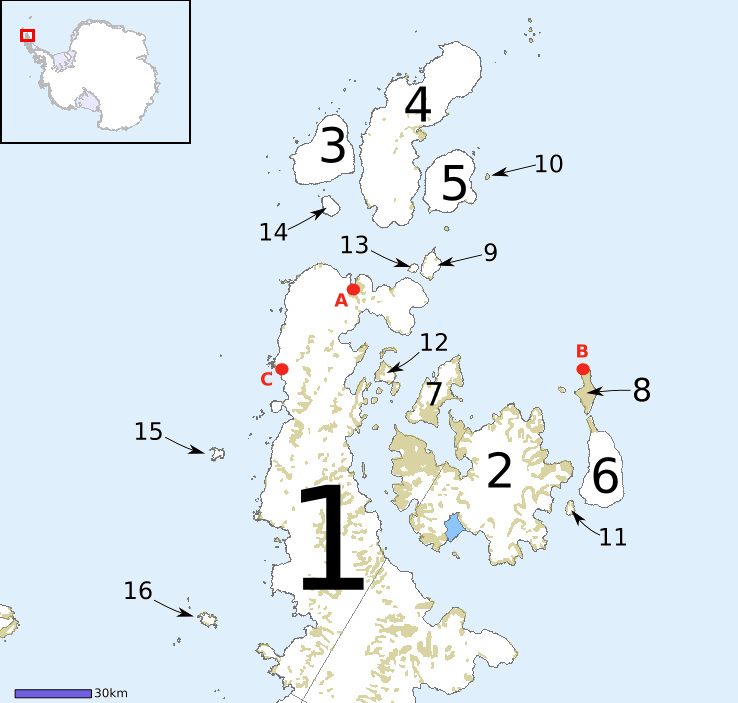
1 – Półwysep Antarktyczny; 2 – Wyspa Jamesa Rossa; 3 – D'Urville Island, 4 – Joinville Island; 5 – Dundee Island; 6 – Snow Hill Island; 7 Vega Island; 8 – Seymour Island; 9 – Andersson Island; 10 – Paulet Island; 11 – Lockyer Island; 12 – Eagle Island; 13 – Jonassen Island; 14 – Bransfield Island; 15 – Astrolabe Island; 16 – Tower Island; A – stacja w Zatoce Nadziei, B – stacja Marambio, C – stacja General Bernardo O’Higgins

Wyspa została odkryta w 1842 roku przez Brytyjską Wyprawę Antarktyczną (1839–1843) pod kierownictwem Jamesa Clarka Rossa (1800–1862). Ross nazwał wyspę na cześć kapitana Royal Navy George'a Pauleta (1803–1879).
W styczniu 1884 roku na wyspie wylądowała ekspedycja Carla Antona Larsena (1860–1924), która poszukiwała wielorybów na wodach Oceanu Południowego . Do marca 1884 roku wyprawa Larsena polowała na foki w rejonie zatoki Erebus and Terror Gulf u wybrzeży wyspy Joinville Island.
W 1903 roku na wyspie zimowała załoga statku „Antarctic” Szwedzkiej Wyprawy Antarktycznej wraz z kapitanem Carlem Antonem Larsenem, po tym jak statek utknął w lodzie w zatoce Erebus and Terror Gulf, a następnie zatonął 12 lutego 1903 roku. 20-osobowa załoga opuściła statek i po 14 dniach wędrówki dotarła do wyspy. By przetrwać zimę, rozbitkowie zabili 1100 pingwinów i zbudowali niewielkie schronienie (10×7 m) w pobliżu źródła wody pitnej. By zwrócić uwagę misji ratunkowej, usypali w najwyższym punkcie wyspy kamienny kopiec. Przeżyli wszyscy poza marynarzem Ole Wennersgaardem, który zmarł na atak serca. Na wyspie przebywali od 28 lutego do 31 października 1903 roku. 
Po bytności załogi „Antarctic” zachowały się pozostałości kamiennej chaty, kamienny kopiec i grób, które mają status historycznego miejsca w ramach Układu Antarktycznego. Przy pozostałościach znajduje się pamiątkowa tablica.
W 1947 roku wyspa została zbadana przez Falkland Islands Dependencies Survey. Kolejne badania przeprowadzono w 1953, 1956–1957 i w 1961 roku. 
Wyspa jest dostępna dla turystów w grupach zorganizowanych z przewodnikiem. Przyjeżdża tu ok. 5 tys. osób rocznie.